# The Terminator: Rampage
The Terminator: Rampage (сокращённая форма названия — Terminator: Rampage) — видеоигра в жанре 3D-шутер, изданная в 1993 году компанией Bethesda Softworks. Является четвёртой в серии игр о роботе Терминаторе.

## Сюжет
2029 год. Искусственный интеллект Скайнет отправляет в 1984 год машину под названием Meta Node — терминатора Т-800, запрограммированного на конструирование механизмов. Попав в 1984-й, монстр спустя четыре года проникает в подземный комплекс NORAD на горе Шайенн, находящийся под командованием организации Cyberdyne Systems. Здесь он полностью уничтожает персонал, а затем приступает к постройке основного ядра Скайнета, чтобы тот позднее помешал силам Сопротивления в борьбе с дочерним суперкомпьютером. Одновременно Meta Node создаёт армию терминаторов для защиты комплекса и ядра от нарушителей.
В дальнейшем о прибытии в прошлое Meta Node узнают силы Сопротивления и отправляют в 1988 год солдата с целью остановить строительство Скайнета.

## Игровой процесс
Помимо «стандартных» для 3D-шутера действий (персонаж перемещается по локации-лабиринту и уничтожает врагов, а затем находит вход на следующий уровень), присутствует элемент dungeon crawl, при котором игрок разыскивает различные предметы, спрятанные на уровнях и необходимые для дальнейшего прохождения.
Уровни представляют собой системы камер и отсеков, соединённых разветвлёнными коридорами. В коридорах и комнатах находится множество дверей; входы к камерам с лестницами или лифтами на большинстве уровней открываются только картами-ключами.
Герой противостоит разнообразным роботам и механизмам: это терминаторы, летающие охранные дроиды и портативные бомбы; на поздних уровнях встречаются усиленные роботы-охранники. Враги атакуют из различного оружия — например, из пистолета, плазменной винтовки или встроенного пулемёта; вооружение и боеприпасы можно забирать у уничтоженного противника (касается только терминаторов). Главный босс игры, супертерминатор Meta Node, представляет собой огромного робота, вооружённого двумя шестиствольными лазерными пушками.
На момент начала игры герою выдаётся пистолет (Beretta 92FS 9 mm). Позднее появляется возможность приобрести такое вооружение как Uzi, SPAS Shotgun, АК-47, M16, плазменная пушка и гранатомёт. Также в процессе игры необходимо отыскать элементы к плазменной пушке V-Tec Phased Plasma Cannon, поскольку только она способна уничтожить главного босса игры. Пушка комплектуется плазменными зарядами большой мощности; при этом оружие имеет свойство быстро нагреваться.
Кроме оружия, в игре присутствуют такие предметы как аптечки, патроны и гранаты. Также здесь спрятаны элементы пушки V-Tec и карты доступа на уровни.
Информацию о расположении комнат, проходов, дверей, находящихся в ближайшей к игроку части уровня, можно получить из мини-карты; двери и камера с лифтом либо лестницей (выход из уровня) отмечаются маркерами. При этом противники и полезные предметы на карте не отображаются. Помимо карты, на игровом интерфейсе можно наблюдать название уровня и его номер, игровые очки, текущее оружие и количество патронов, индикаторы здоровья игрока и противников, а также миниатюру атакующего врага с данными о нём. На поздних уровнях добавляется также линейка, показывающая температуру пушки V-Tec.
Игра состоит из 32 уровней-этажей, соединённых лестницами и лифтами. По мере прохождения герой спускается вниз по сооружению.

## Разработка

### Графическая составляющая
Уровни построены с применением трёхмерной графики. Игра использует тот же графический движок, что и предыдущая, The Terminator 2029. Движок поддерживает текстурирование объектов окружения (стен, полов, потолков) и персонажей, а также режим прозрачности (для стёкол дверей, окон). Изображения для текстурных карт выполнены геймдизайнерами «от руки» с применением спрайтовой графики; кроме того, использованы фотографии различных предметов (таких как офисные кресла, растения и т. д.).

## Оценки
Игра получила смешанные оценки критиков. Журнал Power Unlimited поставил игре оценку 9 баллов из 10. Журналы PC Games и Power Play оценили игру в 80 и 78 баллов из 100 соответственно.
Информационная база данных о компьютерных играх GameFAQs оценила игру в 6 баллов из 10, назвав её «хотя и не лучшей, но хорошей».
Критики отметили среди недостатков неудобное управление. В частности, им не понравилось, что атака производится нажатием клавиши Enter на клавиатуре, что неудобно при передвижении персонажа посредством стрелок-курсоров; также неудобства вызывает функция левой кнопки мыши, совмещающая два действия — атаку и открывание двери.
Было указано, что игра по мере прохождения становится всё более скучной, — особенно по причине постоянного поиска карт-ключей и сбора комплектующих для главного оружия в относительно больших локациях-лабиринтах. Кроме того, рецензенты добавили, что отыскивать оружие и полезные предметы довольно трудно (особенно если «они спрятаны в неприметном углу, который вы не проверили»). Также было замечено, что вследствие сложной структуры уровней игрок зачастую просто не знает куда идти, что «принуждает его проходить каждую из скучных комнат на каждом уровне». При этом наличие мини-карты было встречено положительно, так как она облегчает прохождение, отмечая ближайшие двери.
Графическое исполнение игры получило смешанные отзывы: с одной стороны, критиками выделяются присутствие багов, «скудный дизайн уровней» и недостаток сглаживания (вне зависимости от частоты процессора компьютера, на котором установлена игра), с другой стороны — текстурные карты со спрайтовыми изображениями, поддерживающими 256-битную цветовую палитру (что, по мнению рецензентов, «выглядит неплохо»).
Звуковое сопровождение было оценено положительно: в частности, критикам понравилась основная музыкальная тема из фильма, а также то, что музыка меняется на более динамичную во время сражений с противниками.
Система меню, по замечанию критиков, «могла быть организована лучше». В частности, для того чтобы загрузить сохранённую игру, нужно выходить в главное меню, в то время как сделать это непосредственно во время игры нельзя (хотя в опциях всё же имеется кнопка загрузки). При этом есть возможность сохраняться во время игры в любом месте.
Подводя итог, рецензенты охарактеризовали игру как «не самую ужасную», но при этом и «не лучшую». Касаемо фактора повторного прохождения (англ. Replay Value) было замечено, что «нет причины начинать скучные поиски предметов заново», поскольку это «отнимает много времени и требует много терпения». В целом, достоинствами игры были названы большое количество уровней (более 30), интересный сюжет, качественная графика, хорошее звуковое и музыкальное сопровождение, достаточно высокий для того времени AI противников, а недостатками — довольно скучный игровой процесс и однообразные в игровом плане уровни.
Информационный сайт Just Games Retro поставил игре оценку 2 балла из 5. Сайт сравнил игру с «клоном Wolfenstein 3D» и Doom; этого же мнения придерживается журнал PC Gamer, сравнивая первую игру серии The Terminator с двумя последующими — The Terminator: Future Shock и The Terminator: Rampage. Критики отрицательно охарактеризовали игровой процесс, отметив, что игра, в отличие от других 3D-шутеров, сосредоточивается на поиске различных предметов, а не на «линейном» прохождении (при котором основная задача героя — передвигаться по уровням и уничтожать врагов); по мнению критиков, игре недостаёт «действия и скорости». Поиск предметов в игре критики сравнили «с поиском ключей от машины в доме».
Графическое оформление и звуковое сопровождение были встречены положительно — рецензентами понравились реалистичные текстуры и сходство смоделированных в игре лабораторий и офисов с реальными, а также «динамичные» фоновые саундтреки. Не вызвал особых нареканий и AI противников.
Смешанную реакцию вызвало повторное появление уничтоженных противников, когда у игрока появляется необходимость вернуться назад по уровню.